# Daniel Aragonès i Puig
Daniel Aragonès i Puig (Barcelona, 1907 - 1996) fou un enginyer industrial, empresari i inventor català, considerat pels seus invents un precursor dins del panorama tecnològic cinematogràfic espanyol.
Des de ben jove treballà en el sector de la fotografia. El 1928 treballà a Laboratorios Cyma i el 1929 ell i Antoni Pujol i Pascual van constituir l'empresa Aragonés y Pujol, que va crear el laboratori Cinefoto. Des del 1940 van absorbir tots els laboratoris de Barcelona. Després que el 1945 visités les principals indústries cinematogràfiques a Hollywood en va introduir les seves noves màquines de revelatge de laboratori. El 1948 va patentar el procediment de rodatge en Cinefotocolor i el 1949 els seus laboratoris oferien el servei de revelatge de negatius d'imatge i so, i el de positivitat de còpies.
El 1954 va intruir els sistemes per revelar les pel·lícules de color de diverses capes i el 1956 van comprar els laboratoris Quimflex de Madrid per constituir Fotofilm Madrid, on fou capdavanter en l'ús de videoanalitzadors de color electrònics per l'etalonatge del negatiu. Des dels seus laboratoris va crear nombroses patents i fou pioner en l'ús d'un sistema electrònic pel recompte de fotogrames per reduir el trencament de negatius, l'ús de positivadores, l'ús d'un procediment substractiu de font de llum per reduir les diferències a l'etalonatge i fou el primer en aplicar a Espanya el format techniscope i la neteja ultrasònica del negatiu.
El 1988 va rebre amb el seu germà Ramiro un premi extraordinari als VI Premis de Cinematografia de la Generalitat de Catalunya per la seva tasca com a creadors i pioners de la tècnica cinematogràfica a Catalunya.